# Distenia bougainvilleana
Distenia bougainvilleana är en skalbaggsart som beskrevs av Schwarzer 1923. Distenia bougainvilleana ingår i släktet Distenia och familjen långhorningar. Inga underarter finns listade i Catalogue of Life.